# چاله چاله (هلیلان)
چاله چاله، روستایی در دهستان زردلان بخش جزمان شهرستان هلیلان در استان ایلام ایران است.
فامیل اکثر اهالی این روستا رضایی میباشد که شغل اصلی اهالی این روستا دامداری و کشاورزی است. در نزدیکی این روستا رودخانه سیمره جهت ماهیگیری مناسب میباشد.
تغذیه مردم این روستا اغلب از محصولات ارگانیک لبنی و کشاورزی میباشد.به تازگی گاز شهری به این روستا رسیده است.

## جمعیت
بر پایه سرشماری عمومی نفوس و مسکن در سال ۱۳۹۵، جمعیت این روستا برابر با ۴۷ نفر (۱۲ خانوار) بوده‌است.